# Шебсефа Кадын-эфенди
Шебсефа́ Кады́н-эфе́нди (тур. Şebsefa Kadın Efendi; умерла в 1805 году в Стамбуле) — шестая наложница османского султана Абдул-Хамида I с титулом кадын-эфенди, мать Хибетуллах-султан и, предположительно, шехзаде Мехмеда. Будучи женой султана, а также и позже, во вдовстве, активно занималась благотворительностью; завещала доходы со своих владений мечети, названной в честь Шебсефы, и начальной школе.

## Имя
Османский историк Сюрея Мехмед-бей в «Реестре Османов» указывал её имя как Фатьма́ Шебсафа́ Кады́н-эфе́нди (тур. Fatma Şebsafa Kadın Efendi). Турецкий историк Недждет Сакаоглу в книге Bu mülkün kadın sultanları называл её двойным именем Фатыма́ Шебисефа́ Кады́н-эфе́нди (тур. Fatıma Şebisefa Kadın Efendi), отмечая, что в Стамбуле она была известна как Шебсефа́-хату́н (тур. Şebsafa Hatun). Турецкий историк Чагатай Улучай в книге «Жёны и дочери султанов» назвал её одинарным именем Шебисефа́ Кады́н-эфе́нди (тур. Şebisefa Kadın Efendi). Османист Энтони Олдерсон в своём труде «Структура Османской династии» указал двойное имя Фатьма́ Шебсефа́ Кады́н-эфе́нди (тур. Fatma Şebsefa Kadın Efendi).

## Биография
О происхождении и дате рождения Шебсефы Кадын-эфенди никаких данных нет, неизвестно также, когда и при каких обстоятельствах она попала в гарем Абдул-Хамида I. Известно, что она носила титул шестой жены и была матерью Хибетуллах-султан, рождённой за месяц до смерти Абдул-Хамида I в 1789 году, а также, предположительно, шехзаде Мехмеда, умершего в раннем детстве.

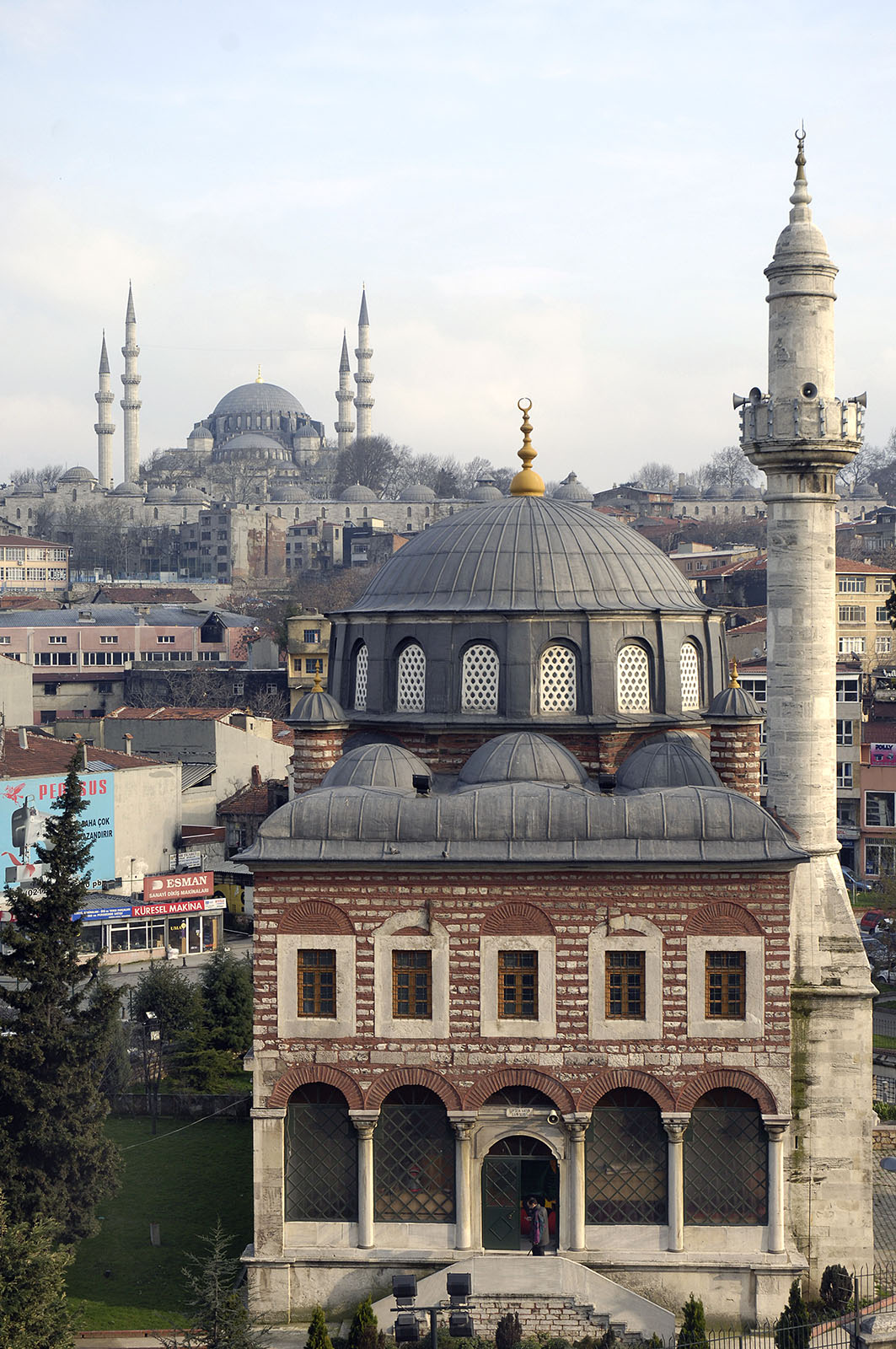
Мечеть Шебсефы Кадын-эфенди

Будучи женой султана и уже во вдовстве, Шебсефа Кадын-эфенди активно занималась благотворительностью. Так, Сакаоглу писал, что в память о сыне она построила в квартале Зейрек мечеть, получившую её имя, двухэтажную начальную школу и фонтан-чешме; строительство этих зданий было завершено в 1787 году, о чём свидетельствует табличка на двери мечети. Согласно документам, датированным 1801 годом, в 1798 году Шебсефа Кадын-эфенди приобрела у Джиханзаде Хюсейн-бея за 500 курушей ферму Депеджик в Гюзельхисаре с доходов, полученных от ферм в Салониках, закреплённых за ней в качестве пашмаклыка, и от долей стамбульских таможенных сборов. Завещанием от 1805 года Шебсефа Кадын-эфенди оставила доходы от своих ферм мечети и школе.
Шебсефа Кадын-эфенди скончалась в 1805 году в Стамбуле и была погребена, по разным данным, во дворе построенной ею мечети или же мечети Зейрек. Оставшееся имущество и попечительство над вакфом, управлявшим мечетью и школой, были переданы дочери Шебсефы Хибетуллах-султан, которая с 1801 года была замужем за неким Алаеддином-пашой и умерла в 1841 году.

## Комментарии
1. ↑  Двухэтажная начальная школа была отремонтирована до начала XX века и использовалась как средняя школа для девочек[5].